# Joseph Maull Carey

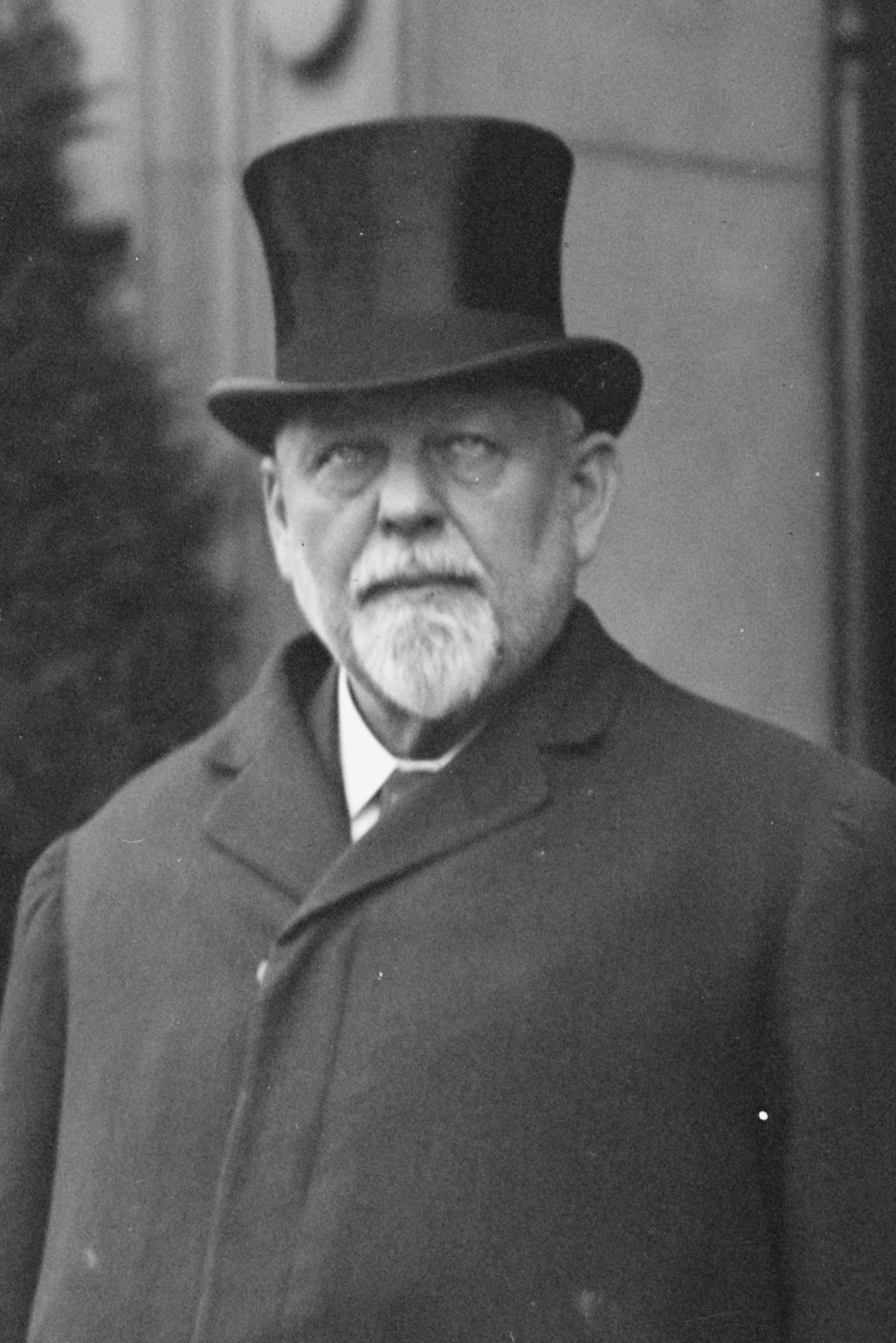
Joseph Maull Carey (1912)

Joseph Maull Carey (* 19. Januar 1845 in Milton, Delaware; † 5. Februar 1924 in Cheyenne, Wyoming) war ein US-amerikanischer Jurist, Viehzüchter, Richter und Politiker, der den größten Teil seiner politischen Karriere in Wyoming absolvierte. 

## Leben
Joseph Carey erhielt seine Ausbildung im Fort Edward Collegiate Institute und am Union College, bevor er die University of Pennsylvania in Philadelphia im Jahre 1864 abschloss. 1867 erhielt er seine Zulassung. Kurz danach orientierte er sich westwärts und amtierte bis 1871 als Bundesstaatsanwalt für das Wyoming-Territorium. Von 1871 bis 1876 arbeitete er dann am Obersten Gerichtshof von Wyoming, bevor er diesen Job quittierte und nunmehr Viehzüchter wurde. Bereits seit 1872 arbeitete er auch an seiner politischen Karriere.

## Politik
Bereits 1881 bis 1885 war er Bürgermeister der Stadt Cheyenne, danach vertrat er das Wyoming-Territorium bis 1890 als nicht stimmberechtigter Delegierter im Repräsentantenhaus der Vereinigten Staaten. Nachdem Wyoming Bundesstaat geworden war, wurde Carey für die Republikaner in den US-Senat gewählt. Eine Wiederwahl 1895 scheiterte jedoch. Er zog sich bis 1911 von der Politik zurück und arbeitete als Anwalt. Im Jahr 1911 schaffte er es, zum achten Gouverneur von Wyoming gewählt zu werden. Bereits ein Jahr später kehrte er der Republikanischen Partei den Rücken und wandte sich der Progressiven Partei zu, die sich auf die Fahnen geschrieben hatte, Theodore Roosevelt als US-Präsident wiederzuwählen. Carey war auch Vizepräsident der staatlichen Bodenkreditbank (Federal Land Bank) und Mitglied des Aufsichtsrates der University of Wyoming in Laramie.
Sein Sohn Robert wurde ebenfalls Politiker. Er übte wie sein Vater die Ämter des Gouverneurs von Wyoming und des US-Senators für diesen Bundesstaat aus.